# August von Westernhagen
August Wilhelm Ernst von Westernhagen (* 5. April 1770 in Teistungen; † 10. August 1840 in Haynrode) war Gutsbesitzer in Teistungen-Oberhof, Ordensritter des Johanniterordens und Abgeordneter der Reichsstände des Königreichs Westphalen sowie des sächsischen Provinziallandtags.

## Leben

### Herkunft und Familie
August von Westernhagen entstammte dem Thüringer Adelsgeschlecht Westernhagen und war der Sohn des Wilhelm Günther Hugo von Westernhagen (1732–1777, Königlich-Preußischer Premier-Leutnant) und dessen Gemahlin Friederike von Westernhagen (1730–1789, Haus Teistungen–Oberhof).
Nach dem Tod seiner ersten Frau Amalie von Wissel († 1801) heiratete er am 1. April 1804 in Ascherode Helene Sophie von Hitzacker (1787–1856). Aus der Ehe ging der Sohn Adolf (1806–1890) hervor.

### Wirken
Nach Beendigung seiner Karriere beim Militär in Sachsen-Gotha – hier war er Hauptmann – ging August in die Politik und wurde in der Franzosenzeit 1807 Deputierter der Eichsfelder Stände und später Mitglied des Distrikts Duderstadt im Harz-Departement. Vom 2. Juni 1808 bis zum 26. Oktober 1813 (Ende der Herrschaft Napoleons) war August als Grundbesitzer im Harz-Departement Abgeordneter der Reichsstände des Königreichs Westphalen. In den Jahren 1825 bis 1837 betätigte er sich als stellvertretendes Mitglied des Provinziallandtags Sachsen. Er war der Vertreter von Friedrich Adrian von Arnstedt.

## Auszeichnungen
Träger des Rechtsritterkreuzes des Johanniterordens